# レッツ・パーティグラ!
『レッツ・パーティグラ!』（英語: Let's Party Gras!）は、東京ディズニーランドのシアターオーリンズで開催されるステージショー。

## 概要
2018年7月10日より公演が開始された。前日の7月9日にはマスコミ向けのプレスプレビューが行われている。
『東京ディズニーリゾート35周年“Happiest Celebration!”』期間中となる2019年3月25日までは、35周年のテーマソングがフィナーレで流れる。
2020年7月1日に東京ディズニーランド、東京ディズニーシーは2020年2月28日以来の運営を再開したが『レッツ・パーティグラ!』が再開されることはなく、再開時期は未定となっている。

## あらすじ
ドナルド・ダックはマルディグラ (Mardi gras)のお祭りを楽しみにしていたが、マルディグラは既に終わっていた。
ホセ・キャリオカとパンチートの提案で、「最高に楽しいお祭り“パーティグラ”」を開催。ミッキーマウスなどディズニーの仲間たちも集まって、ゲストと一緒に盛り上がる。

## 公演情報
- 公演場所：シアターオーリンズ
- 公演時間：約25分
- 公演回数：1日4〜5回

## 出演キャラクター
- ミッキーマウス
- ミニーマウス
- ドナルドダック
- デイジーダック
- グーフィー
- マックス
- クラリス
- ホセ・キャリオカ
- パンチート

## 鑑賞座席抽選
ショー実施日かつ抽選実施日には会場内の一部鑑賞エリアで座席指定券が必要となり、抽選によって配布される。エリア入場には抽選に使用したパークチケットの提示が必要となる。また、先着順となる自由席も設けられている。
抽選はトゥモローランドの「トゥモローランド・ホール」、もしくはスマートフォン専用アプリ「東京ディズニーリゾート・アプリ」を使用することでパーク内のどこからでも行える。該当箇所で鑑賞したい場合は「トゥモローランド・ホール」「東京ディズニーリゾート・アプリ」のいずれも開演45分前までに抽選する必要がある。

## Trivia
劇中で行われるゲスト参加シーンで流れるBGMが、東京ディズニーランドで過去に行われていたディズニー・パーティグラ・パレードのアレンジである。